# International Avenue de Calgary

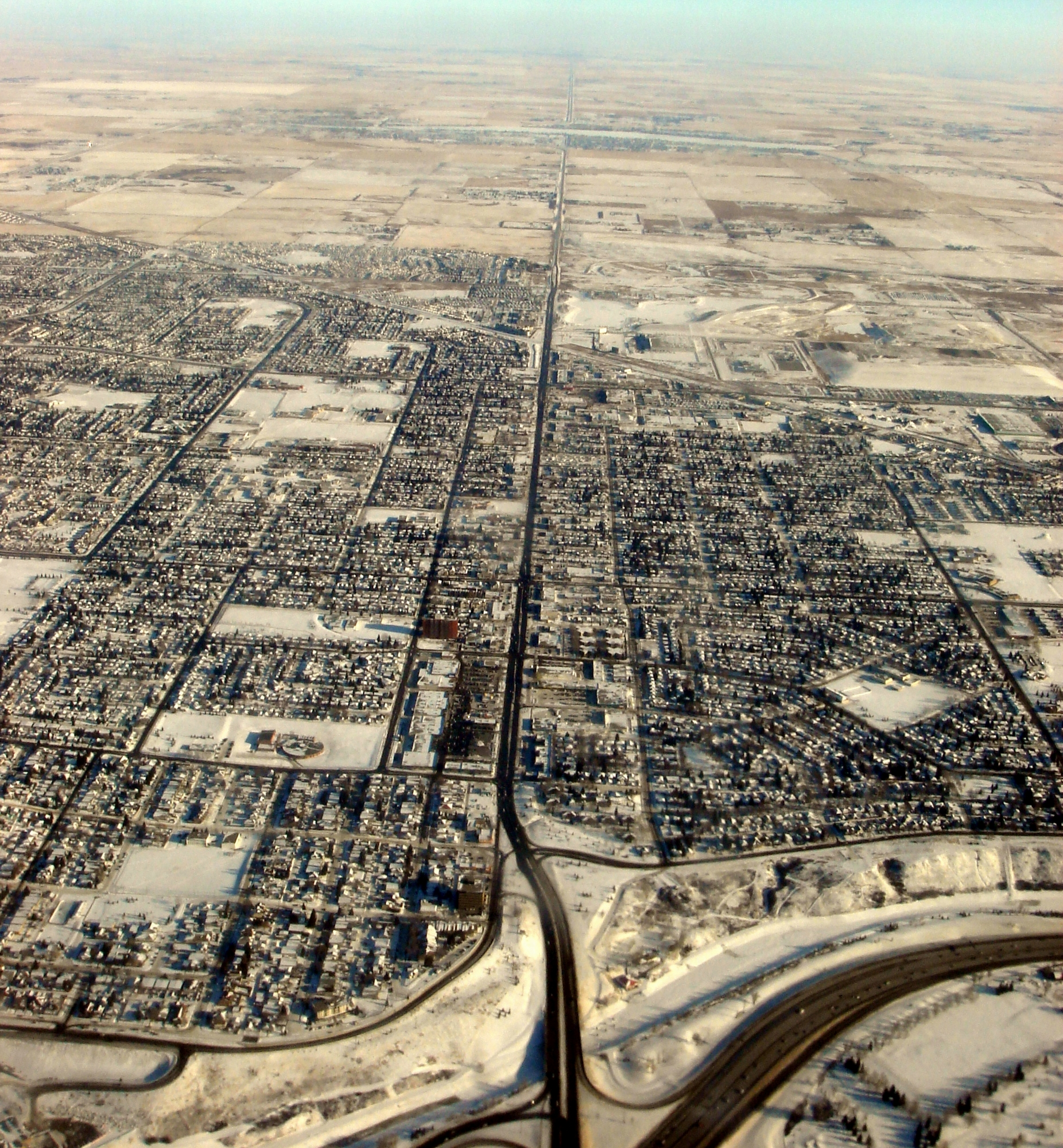
Vista aérea de International Avenue (17 Avenue SE)

International Avenue (Avenida Internacional) es una zona de revitalización comercial (ZRC) en Calgary, Alberta. Localizado específicamente en el cuadrante sudeste de la ciudad, y recorre los barrios de Red Carpet, Penbrooke Meadows, Forest Lawn, Southview y Raddison Heights. El distrito se centra en Avenida 17 SE en el barrio de Forest Lawn al este de la ciudad. El distrito fue creado en 1993 para celebrar la rica diversidad cultural que existe en el centro este de Calgary y, por lo tanto, es uno de los destinos turísticos sorpresa de la ciudad. Desde entonces, el área se ha convertido en un lugar popular para restaurantes y tiendas étnicas como de El Salvador, México, Argentina, Bolivia, Brasil, Colombia, Ecuador, Perú, Uruguay, Venezuela, y otras naciones en Asia, África, y Europa.
El BRZ también se estableció para ayudar a revitalizar la antigua ciudad de Forest Lawn, que fue anexada por la ciudad en 1961. El vecindario ha tenido durante mucho tiempo la reputación de ser un paraíso para el crimen y las drogas. Sin embargo, en los últimos años, el área ha sido reconocida por su multiculturalidad y se ha ido convirtiendo lentamente en un destino importante tanto para los residentes como para los turistas de Calgary. La ciudad y el BRZ se encuentran actualmente en el proceso de implementar nuevas iniciativas de diseño urbano y redesarrollo.
Desde 2003, International Avenue ha sido sede del gran evento multicultural de Calgary, GlobalFest que tiene lugar en el parque Elliston. GlobalFest combina una celebración de la diversidad conocida como OneWorld Festival y un Festival Internacional de Fuegos Artificiales en el parque Elliston. El evento tiene lugar anualmente a finales de agosto.